# Харбінський український клуб
Харбінський український клуб — українська національна культурна організація Маньчжурії, що діяла в Харбіні у 1908—1927 роках.
У 1890-х роках на територію Маньчжурії прибуло багато українців, які брали у часть у будівництві Китайсько-Східної залізниці. Частина з них залишилася, утворивши українську колонію. На початку ХХ століття до них стали приїжджати професійні музичні та театральні колективи з України. В умовах державних заборон і обмежень щодо української мови, їх діяльність єдиною напівлегальним проявом національної духовної діяльності. Разом з тим почалися створюватися місцеві театральні гуртки. На базі такого, який очолював П. Українцев, був створений Харбінський український клуб.
У 1907 році керівник Китайської Східної залізниці Дмитро Хорват дав дозвіл на створення українського клубу, який був відкритий 20 січня 1908 року в Харбіні. Клуб став першою національною організацією українців у Росії, яка отримала офіційний статус. Першим головою був М. Панчоха.

## Діяльність клубу
Український клуб зробив національне життя більш організованим. У перші роки він об'єднував близько 300 членів і учасників. Активісти клубу проводили культурно-просвітницьку діяльність, знайомили з історією та культурою України, мовою, літературою, музикою. Читалися лекції, відбувалися дискусії, демонстрації, читання, концерти. Бібліотека-читальня, що була при клубі, поповнювалися переважно приватними особами. При клубі були аматорський театральний гурток П. Українцева, хор під керівництвом П. Машина та С. Кукурузи, музично-драматичний гурток М. Каганця. Українські водевілі ставилися у приміщенні клубу, а більш серйозні вистави на інших сценах.
У 1916 році клуб організував українську школу. Планувалося навчати 50 школярів, але їх набралося вдвічі більше. Уроки проходили у приміщенні місцевої залізничної школи у другу зміну. Навчання відбувалося російською мовою, крім українознавства. Вчителі разом з учнями вивчали українські пісні, знайомили їх з українськими книгами.

## Український клуб у 1917—1923 роках
Після Лютневої революції 1917 році члени клубу активно залучилися до політичної діяльності. З червня 1917 року клуб розпочав випуск газети «Вісті Українського клубу». Усі члени правління стали членами Маньчжурської Української Окружної Ради.
Для нормальної діяльності української школи було потрібне окреме приміщення школи. У 1918 році на прохання Українського клубу керівник Управління КСЗ Дмитро Хорват дозволив продаж на пільгових умовах ділянку землі під будівництво триповерхового Українського дому. Для будівництва були залучені кошти від аукціонів, благодійних ярмарок, безвідсоткових позик.
Закладення фундаменту Українського дому відбулося у травні 1918 року. На проведеному аукціоні за право закладки першого каменя було отримано близько 10000 рублів. Для збору наступних коштів був проведений бал на 400 осіб, з показом вистави «Запорожець за Дунаєм», за квитки на який було отримано 50000 рублів. У результаті активного будівництва до вересня 1918 року був збудований перший поверх, до якого перебралася українська початкова школа.
У 1920 році будівництво було завершене. В Українському домі, крім початкової школи, розмістилася Перша Українська змішана гімназія, які в 1921 році об'єдналися в семикласну українську гімназію. Отримали своє приміщення бібліотека, театр. У дворі в 1922 році було споруджено Покровську церкву.

## Останні роки
Після поразки українських визвольних змагань та підписання у 1924 році Мукденської угоди про спільне китайсько-радянське управління КСЗ, українське життя в Маньчжурії почало згортатися. Влада Китаю конфіскувала Український дім.
У 1927 році Харбінський український клуб припинив свою діяльність. Все рухоме майно й фінансові кошти клубу буди передані Церковній раді Свято-Покровської церкви.